# Seaton Ross
Seaton Ross är en ort och civil parish i Storbritannien.   Den ligger i kommunen East Riding of Yorkshire och riksdelen England, i den centrala delen av landet, 260 km norr om huvudstaden London. Seaton Ross ligger 8 meter över havet och antalet invånare är 565.
Terrängen runt Seaton Ross är platt. Runt Seaton Ross är det ganska tätbefolkat, med 139 invånare per kvadratkilometer. Närmaste större samhälle är Pocklington, 8,3 km norr om Seaton Ross. Trakten runt Seaton Ross består till största delen av jordbruksmark.